# Línea 4 (TUCARSA)
La línea 4 de la red de autobuses urbanos de Cartagena (TUCARSA) une el Espacio Mediterráneo con Canteras.

## Características
Esta línea une Torreciega y el polígono industrial Cabezo Beaza con la localidad de Canteras, atravesando gran parte de la ciudad.
El 31 de marzo de 2008, la línea se amplió hasta el centro comercial Espacio Mediterráneo. Hasta 2014, la línea no llegaba al citado centro los domingos y festivos.
Algunas expediciones prolongan su recorrido hasta Galifa.
La línea mantiene los mismos horarios todo el año (exceptuando las vísperas de festivo y festivos de Navidad).
Es operada por ALSA (TUCARSA).

## Horarios
| Diario                                  |                 |
| De 7:45 a 23:15                         | cada 30 minutos |
| > Sentido Galifa >                      |                 |
| Diario                                  |                 |
| A 10:45 - 12:45 - 15:45 - 18:45 - 21:15 |                 |

| Diario                                                |                 |
| De 7:00 a 22:30                                       | cada 30 minutos |
| Salida de C/ del Molino (Galifa)                      |                 |
| Diario                                                |                 |
| A 6:55 - 7:55 - 11:25 - 13:25 - 16:25 - 19:25 - 21:25 |                 |

## Recorrido y paradas

### Sentido Canteras / Galifa
| Parada                                                                  | Común con                    |
| ----------------------------------------------------------------------- | ---------------------------- |
| C. C. Espacio Mediterráneo                                              |                              |
| Belgrado - Avda. Luxemburgo                                             |                              |
| Avda. Luxemburgo - Avda. Tito Didio                                     |                              |
| Avda. Tito Didio - Quintiliano                                          | 24                           |
| Avda. Tito Didio (Impar) - Séneca                                       |                              |
| Pintor Portela - Menorca                                                | 24                           |
| Pintor Portela - Ingeniero De la Cierva                                 |                              |
| Pintor Portela (Impar) - Plaza de Alicante                              |                              |
| Alfonso XIII - Hospital del Rosell                                      | 1 6 7 12 14 24 42C 45 47 411 |
| Alfonso XIII - Asamblea Regional                                        | 1 2 5 6 7 12 14 18 24 41 42A |
| Alfonso XIII - ONCE (Frente)                                            | 1 2 5 6 7 12 14 18 24 42A    |
| Alfonso XIII - Bingo (Frente)                                           | 1 2 5 6 7 12 14 24           |
| Alfonso XIII - Adoratrices                                              | 5 6 7 12 14 24               |
| Pío XII - Hermanitas de la Caridad (Frente)                             |                              |
| Peroniño - Lotos                                                        |                              |
| Peroniño (Par) - Escuela Infantil                                       |                              |
| Peroniño (Par) - Casas de Sevilla                                       |                              |
| Peroniño - CEIP Atalaya                                                 |                              |
| Barriada de Villalba                                                    |                              |
| Ctra. Canteras - Hospital Naval (Frente)                                | 12                           |
| Monte Concepción - Monte Atalaya                                        | 12                           |
| Monte Peñas Blancas - Monte San Juan                                    | 12                           |
| Monte Peñas Blancas - Monte San Leandro                                 | 12                           |
| Monte Peñas Blancas - La Loma                                           | 12                           |
| Avda. José Luis Meseguer - Gasolinera                                   | 12                           |
| Mayor - Bar Popo (Frente)                                               | 12                           |
| Mayor - Avda. Cartagena                                                 |                              |
| Mayor - Estanco                                                         | 12 30                        |
| Mayor - Ferretería                                                      | 3 12                         |
| Mayor - Centro Juvenil                                                  | 3 12                         |
| Las expediciones que continúan a Galifa realizan las siguientes paradas |                              |
| Ctra. Galifa - Ctra. Mazarrón                                           | 12                           |
| Cuesta de Galifa                                                        | 12                           |
| Galifa - Estanco                                                        | 12                           |
| Galifa - Casas                                                          |                              |
| Galifa - Centro Cívico (Frente)                                         |                              |
| Galifa                                                                  |                              |

### Sentido Espacio Mediterráneo
| Parada                                                                  | Común con                       |
| ----------------------------------------------------------------------- | ------------------------------- |
| Las expediciones que proceden de Galifa realizan las siguientes paradas |                                 |
| Galifa                                                                  |                                 |
| Galifa - Centro Cívico                                                  |                                 |
| Galifa - El Pulga                                                       |                                 |
| Galifa - El Pulga II                                                    |                                 |
| Galifa - Venta Ramírez                                                  | 12                              |
| Galifa - Estanco                                                        | 12                              |
| Cuesta de Galifa                                                        | 12                              |
| Ctra. Galifa - Ctra. Mazarrón                                           | 12                              |
| Itinerario común                                                        |                                 |
| Mayor - Centro Juvenil (Frente)                                         | 3 12                            |
| Mayor - Ferretería (Frente)                                             | 3 12                            |
| Mayor - Estanco (Frente)                                                | 12 30                           |
| Mayor - Bar Popo                                                        | 12                              |
| Avda. José Luis Meseguer - Gasolinera (Frente)                          | 12                              |
| Monte Peñas Blancas - La Loma (Frente)                                  | 12                              |
| Monte Peñas Blancas - Monte San Leandro (Frente)                        | 12                              |
| Monte Peñas Blancas - Monte San Juan (Frente)                           | 12                              |
| Monte Concepción - Monte Atalaya (Frente)                               | 12                              |
| Ctra. Canteras - Hospital Naval                                         | 12                              |
| Barriada de Villalba                                                    |                                 |
| Peroniño - CEIP Atalaya (Frente)                                        |                                 |
| Peroniño (Impar) - Casas de Sevilla                                     |                                 |
| Peroniño (Impar) - Escuela Infantil                                     |                                 |
| Peroniño - Jacinto Paredes                                              |                                 |
| Pío XII - Hermanitas de la Caridad                                      |                                 |
| Real - Casa del Niño                                                    | 8                               |
| Alfonso XIII - Jiménez de La Espada                                     | 5 6 7 12 14 24                  |
| Alfonso XIII - Bingo                                                    | 1 2 5 6 7 12 14 24              |
| Alfonso XIII - ONCE                                                     | 1 2 5 6 7 12 14 18 24 42A       |
| Alfonso XIII - Asamblea Regional (Frente)                               | 1 2 5 6 7 12 14 18 24 30 41 42A |
| Alfonso XIII - Hospital del Rosell (Frente)                             | 6 12 42C 45 47 411              |
| Pintor Portela (Par) - Plaza de Alicante                                |                                 |
| Pintor Portela - Estrella Alfa                                          |                                 |
| Pintor Portela - Huerto                                                 | 24                              |
| Avda. Tito Didio (Par) - Séneca                                         |                                 |
| Avda. Tito Didio - El Mójon                                             | 24                              |
| Avda. Bruselas - Berlín                                                 |                                 |
| Avda. Bruselas - Budapest                                               |                                 |
| C. C. Espacio Mediterráneo                                              |                                 |